# Dicranoses capsulifex
Dicranoses capsulifex is een vlinder uit de familie van de Cecidosidae. De wetenschappelijke naam van de soort is voor het eerst geldig gepubliceerd in 1910 door Kieffer & Jörgensen.